# Judith Wiesner-Floimair
Judith Wiesner-Floimair (* 2. März 1966 in Hallein als Judith Pölzl) ist eine ehemalige österreichische Tennisspielerin.

## Leben und Karriere
Judith Pölzl heiratete 1987 Heinz Wiesner und 2001 den langjährigen Leiter des Salzburger Landespressebüros Roland Floimair (* 1948). Seitdem trägt sie den Doppelnamen Wiesner-Floimair. Sie war als Judith Wiesner eine der erfolgreichsten österreichischen Tennisspielerinnen, gewann 16-mal die österreichischen Meisterschaften und war die langjährige Nummer eins in Österreich. In ihrer Karriere verlor sie in eineinhalb Jahrzehnten nicht ein einziges Match in der österreichischen Staatsliga.
Auf internationaler Ebene bestritt sie im Zeitraum von 1983 bis 1997 66 Einsätze im Fed Cup und errang dabei 39 Siege, davon 28 im Einzel. Ihr bester Platz in der WTA-Rangliste war Position 12 (13. Jänner 1997), rund zehn Jahre lang hielt sie sich in den Top 20 der Welt. Im Einzel erreichte sie bei 17 Finalteilnahmen acht Siege (WTA und ITF); im Doppel bei elf Finalteilnahmen vier Siege.
Bei 40 Teilnahmen an Grand-Slam-Turnieren erreichte sie zweimal das Viertelfinale (Wimbledon und US Open) sowie siebenmal das Achtelfinale.
In ihren 14 Profijahren erreichte sie auf der WTA Tour im Einzel eine Bilanz von 366 Siegen bei 209 Niederlagen.
Im Doppel waren es 109 Siege bei 100 Niederlagen. Höhepunkt war dabei das Halbfinale bei den French Open in Paris. 1990 und 1996 nahm Wiesner in New York am Masters der besten 16 Spielerinnen der Welt teil.
1990 erreichte sie das Finale von Key Biscayne, das sie gegen Monica Seles verlor. Des Weiteren nahm sie an den Olympischen Spielen 1992 in Barcelona und 1996 in Atlanta teil.
1990 erhielt Judith Wiesner den „Virginia Slims most improved player of the year“ für die am meisten verbesserte Spielerin der Saison und 1991 sowie, von den Spielerinnen gewählt, den „Karen Krantzcke sportsmanship Award“ für besonders faires und kollegiales Verhalten auf dem Platz und außerhalb des Tennis-Courts. Von 1991 bis 1997 war Judith Wiesner als von den Spielerinnen gewählte Vertreterin Mitglied des board of directors der WTA.
Im Laufe ihrer Karriere spielte sie fünfmal gegen Jennifer Capriati, neunmal gegen Mary-Joe Fernandez, elfmal gegen Steffi Graf, achtmal gegen ihre langjährige Doppelpartnerin Arantxa Sánchez Vicario, neunmal gegen ihre ebenfalls langjährige Doppelpartnerin Nathalie Tauziat und 13-mal gegen ihre „Lieblingsgegnerin“ Jana Novotná, die sie achtmal besiegen konnte.
Von 1995 bis 2001 war sie Direktorin des österreichischen Fed-Cup-Teams und von Januar 1998 bis August 1999 zudem noch Spitzensportverantwortliche für die Bereiche Damen und Damen-Nachwuchs im ÖTV.
1999 bis 2004 war sie Klubobfrau für die Österreichische Volkspartei im Salzburger Gemeinderat.

## Turniersiege

### Einzel
| Nr. | Datum           | Turnier         | Kategorie    | Belag     | Finalgegnerin     | Ergebnis       |
| --- | --------------- | --------------- | ------------ | --------- | ----------------- | -------------- |
| 1.  | 24. Juli 1988   | Aix-en-Provence | WTA Tier V   | Sand      | Sylvia Hanika     | 6:1, 6:2       |
| 2.  | 16. Juli 1989   | Arcachon        | WTA Tier V   | Sand      | Barbara Paulus    | 6:3, 6:77, 6:1 |
| 3.  | 24. Mai 1992    | Straßburg       | WTA Tier IV  | Sand      | Naoko Sawamatsu   | 6:1, 6:3       |
| 4.  | 28. August 1994 | Schenectady     | WTA Tier III | Hartplatz | Larisa Neiland    | 7:5, 3:6, 6:4  |
| 5.  | 30. Juli 1995   | Maria Lankowitz | WTA Tier IV  | Sand      | Ruxandra Dragomir | 7:6, 6:3       |

## Auszeichnungen
- 1997: Goldenes Verdienstzeichen der Republik Österreich